# Jacob de Bondt
Jacob de Bondt (alias Jacobus Bontius) (Leiden, 1592 — Batavia, 30 november 1631) was een Nederlandse arts en
natuuronderzoeker. Hij geldt, samen met Willem Piso, als een grondlegger van de tropengeneeskunde.

## Leven
Jacob de Bondt is een zoon van de Nederlandse arts Gerard de Bondt (1536-1599). Hij studeerde in Leiden en behaalde in 1614 de titel van Doctorandus in de Medicijnen.
In het jaar 1627 ging hij als gezant van de Vereenigde Oostindische Compagnie naar Jakarta (destijds Batavia).
Zijn in 1642 postuum verschenen boek De medicina Indorum is het eerste gezaghebbende werk over tropische ziekten. Het omvat de eerste moderne beschrijvingen van cholera, shigella, framboesia en beriberi.
Een ander postume uitgave, Historiae naturalis et medicae Indiae orientalis, werd verzorgd door Willem Piso en bevatte twee bijkomende traktaten over de fauna en flora van Batavia (Historia animalium en Historia plantarum). Daarin gaf De Bondt onder meer de vroegste wetenschappelijke beschrijving van babiroessa's en van orang-oetans. Die laatste hield hij voor het hybride nageslacht van inheemse vrouwen en apen. Ook de bijhorende illustratie van zijn neef, de schilder Adriaan Minten, was door de sterk aangezette menselijke trekken geen toonbeeld van precisie.

## Werk
- De medicina Indorum libri IV (Leiden, 1642) postuum gepubliceerd door Willem Piso, later (bijvoorbeeld Parijs, 1645) met gecombineerde werken van Prospero Alpini
- Historiae naturalis et medicae Indiae orientalis libri VI (Amsterdam, 1658) postuum gepubliceerd door Willem Piso in 6 delen in het werk De Indiae utriusque re naturali et medica